# Philip Showalter Hench
Philip Showalter Hench (28 tháng 2 năm 1896 – 30 tháng 3 năm 1965) là một thầy thuốc người Mỹ đã đoạt giải Nobel Sinh lý và Y khoa năm 1950.

## Cuộc đời và Sự nghiệp
Hench sinh tại Pittsburgh, Pennsylvania, Hoa Kỳ.
Ông học các trường trung tiểu học địa phương, rồi vào học trường Lafayette College ở Easton, Pennsylvania, và đậu bằng cử nhân năm 1916. Năm 1917, ông đăng ký vào Đoàn Y sĩ quân đội Hoa Kỳ, nhưng được chuyển sang đoàn trừ bị, để học nốt Y khoa và đậu bằng bác sĩ Y khoa ở Đại học Pittsburgh năm 1920.
Năm 1948, cùng với Edward Calvin Kendall, ông đã thành công khi sử dụng một hormone tuyến thượng thận (sau này gọi là cortisone) trong việc chữa trị bệnh viêm thấp khớp ở bệnh xá Mayo của Đại học Minnesota.
Năm 1950, ông đoạt giải Nobel Sinh lý và Y khoa cùng với Edward Calvin Kendall và Tadeus Reichstein của Thụy Sĩ cho các khám phá liên quan tới các hormone của vỏ thượng thận, cấu trúc và các tác dụng sinh học của chúng. Ông cũng đoạt giải nghiên cứu Y học lâm sàng Lasker-DeBakey năm 1949, giải Passano năm 1950.
Ông từ trần ngày 30 tháng 3 năm 1965 ở Ocho Rios, Jamaica.